# Thammanat Prompao
Thammanat Prompao (thaï : ธรรมนัส พรหมเผ่า), né Yutthaphum Bophrom (thaï : ยุทธภูมิ โบพรหม) le 18 août 1965 dans la province de Phayao, et prénommé Tui (thaï : ตุ๋ย), est un homme politique thaïlandais. 
Longtemps membre du Thai Rak Thai, puis de son successeur le Pheu Thai, il se tourne ensuite vers le Palang Pracharat (PPRP) en 2018, il est élu député pour la première circonscription de Phayao lors des élections législatives de 2019. Il occupe par la suite une place au sein du second gouvernement Chan-o-cha en tant que l'un des vice-ministres de l'Agriculture et des Coopératives.
Il est le meneur de sa propre faction, appelée « faction Thammanat » (thaï : กลุ่มธรรมนัส), qui se sépare une première fois avec le PPRP en 2022, pour rejoindre un temps le Parti économique thaï, puis dans un second temps en 2024, le Klatham, qui devient ensuite l'un des partis au sein de la coalition du gouvernement Paethongtarn Shinawatra.
De 2023 à 2024, après avoir été réélu député, il est nommé ministre de l'Agriculture et des Coopératives au sein du gouvernement Thavisin.

## Jeunesse et vie professionnelle

### Éducation et études supérieures
Yutthaphum Bophrom est diplômé de l'École préparatoire des Académies des Forces armées (thaï : โรงเรียนเตรียมทหาร), titulaire d'une licence en sciences de l'Académie royale militaire de Chulachomklao, d'une maîtrise honorifique en études bouddhistes de l'université Mahachulalongkornrajavidyalaya et d'une maîtrise ès arts (sciences politiques) de l'université Ramkhamhaeng. 

### Vie professionnelle
Suite à ses études supérieures, il est ensuite président du groupe des sociétés Thammanat, exploiteurs de diverses entreprises. Il fut également président du Phayao Football Club.

## Historique politique

### Membre duTRT,PTpuis duPPRP
Longtemps membre du Thai Rak Thai, de 1999 jusqu'à sa dissolution en 2007, il rejoint son de facto successeur, le Pheu Thai (PT) dès 2008. Il est candidat du PT lors des élections législatives de 2014, mais le scrutin est annulé. 
Par la suite, à l'issue du coup d'État de 2014 par le Conseil national pour la paix et le maintien de l'ordre, il est invité par plusieurs membres de ce même conseil à former, en 2018, le Palang Pracharat (PPRP), parti soutenant la junte militaire en place. Il y obtient ainsi le poste de président du comité stratégique de la section septentrionale (nord du pays) du parti.
En 2019, en tant que candidat du PPRP pour les élections législatives, il remporte la première circonscription de Phayao face à Arunnee Chamnanya, député depuis 22 ans et sortant du PT. Lors de la nomination du second gouvernement Chan-o-cha, il est nommé vice-ministre de l'Agriculture et des Coopératives auprès du ministre Chalermchai Sriorn, et exerce aux côtés de Monanya Thaiset et Praphat Phothasuthan. 

### Première scission duPPRP, puis retour
Le 19 janvier 2022, à la suite de différends politiques avec le PPRP, il est exclu du parti en compagnie de 20 autres députés du parti, constituant ainsi pour la première fois sa « faction Thammanat ». 6 mois plus tard, après avoir rejoint entre temps le Parti économique thaï (ECO), il y est élu chef après la démission du précédent.
Il démissionne à son tour du poste de chef du parti en octobre 2022 et rejoint à nouveau le PPRP en février 2023. Il est réélu député lors des élections législatives de la même année et retrouve, par la même occasion, son poste de secrétaire général du parti qu'il occupait entre 2021 et 2022. À la suite de l'élection de Srettha Thavisin comme Premier ministre, il est ensuite nommé au sein de son gouvernement en tant que ministre de plein exercice à l'Agriculture et aux Coopératives.

### Deuxième scission duPPRP
À la suite de l'élection de Paethongtarn Shinawatra comme Première ministre en août 2024, la « faction Thammanat », composée de 29 députés, se sépare de nouveau du PPRP, notamment de son chef Prawit Wongsuwan qui ne l'a pas sélectionné dans le quota des ministres à proposer pour le prochain gouvernement Paethongtarn Shinawatra,. Par la suite, il refuse lui-même d'être nommé ministre dans le prochain gouvernement pour des raisons d'éthique, notamment liées à une affaire de drogue le concernant.
Il démissionne de son poste de secrétaire général du PPRP le 4 septembre 2024.

## Affaires et controverses

### Affaire de drogue en Australie
Selon des documents officiels australiens, Thammanat Prompao, sous son nom de naissance, fut condamné à une peine de prison avec quatre autres personnes, en 1993, pour avoir introduit 3,2 kilogrammes d'héroïne sur le territoire. Reconnu coupable en 1994, il purge une peine totale de quatre ans puis est libéré après été expulsé du pays.
En 2021, la Cour constitutionnelle thaïlandaise invoque les principes de « souveraineté judiciaire » pour ne révoquer ni son statut de député ni de ministre. Elle reconnaît cependant que Thammanat Prompao a bien plaidé coupable au verdict du tribunal australien l'ayant jugé.

### Rétrogradation
Le 9 septembre 1998, le Cabinet du Premier ministre (à ce moment-là, Chuan Likphai) annonce la révocation du grade de lieutenant Petch Prompao (alors son nom à ce moment-là) pour comportement inapproprié, conformément à la loi de discipline militaire de 1933. Il a d'ores et déjà été auparavant renvoyé de la fonction publique en 1991 pour désobéissance aux ordres de ses supérieurs, puis également en 1993 pour désertion en service. 

### Diplômes américains
En 2019, la page Facebook CSI LA soulève des questionnements quant aux diplômes d'université de Thammanat Prompao, les services de la Chambre des représentants l'ayant mentionné comme étant titulaire d'un doctorat de l'université de Californie FCE. Il est en réalité diplômé de la Calamus International University, l'une des universités dont les diplômes ne sont pas reconnus dans tous les pays. Il présente des preuves à la presse le 12 septembre 2019.

## Résultats électoraux

### Élections législatives
| Année | Parti  | Parti | Circonscription | 1er tour | 1er tour | 1er tour | 1er tour |
| Année | Parti  | Parti | Circonscription | Voix     | %        | Rang     | Issue    |
| ----- | ------ | ----- | --------------- | -------- | -------- | -------- | -------- |
| 2019  |        | PPRP  | 1re de Phayao   | 52 417   | 52,99    | 1er      | Élu      |
| 2023  | 53 963 | PPRP  | 1re de Phayao   | 57,31    |          | 1er      | Élu      |